# Établissement La-Salle Saint-Denis
 (mai 2017).
Pour les articles homonymes, voir JBS.
L'établissement La-Salle-Saint-Denis (anciennement Saint-Jean-Baptiste-de-La-Salle, JBS) est un établissement privé d'enseignement général sous contrat d'association avec l'État fondé en 1709 par Jean-Baptiste de La Salle.

## Description
Le groupe scolaire récemment[évasif] baptisé La-Salle-Saint-Denis-Notre-Dame-de-la-Compassion (ex-Jean-Baptiste-de-La-Salle-Notre-Dame-de-la-Compassion, JBS-NDC), créé en 1708, regroupe plusieurs niveaux allant de l'école primaire au BTS,.
Fondé en 1708 par Jean-Baptiste de La Salle qui, dès cette époque, se préoccupe de formation professionnelle, en 1949, l'école comporte 11 classes allant de la 11e à la 3e, totalisant 500 élèves.
En octobre 1949, l'acquisition d'une propriété voisine, d'une superficie de 1 200 m2, permet d'accueillir plus d'élèves et de créer de nouvelles filières.
En 1989, l'ensemble scolaire Jean-Baptiste-de-La-Salle-Notre-Dame-de-la-Compassion est né de la fusion de deux écoles : l'école des Frères et l'école des Sœurs, appellations usuelles des deux écoles.

## Travaux
L’établissement a connu durant son histoire diverses modifications de son infrastructure. En 1708 a eu lieu la fondation de la première école des Frères par Jean-Baptiste de La Salle, rue Puy-Pensot (actuellement rue des Ursulines à Saint-Denis). Par la suite, en 1824, la congrégation des religieuses de la Compassion ont ouvert une école primaire rue Saint-Marcel. Plus tard, elle sera installée dans l’ancien couvent des Récollets (lieu actuel).
C’est en 1949 que l’établissement acquiert des immeubles de construction de locaux. Celle-ci a permis l'implantation de formations techniques industrielles.
Les sœurs de la Charité de Saint-Louis et les Frères des écoles chrétiennes se rassemblent en 1989 afin de créer l'Ensemble scolaire Jean-Baptiste-de-La-Salle-Notre-Dame-de-la-Compassion naît. Un vaste programme immobilier de rénovation des locaux est alors mis en place : une diversification et une consolidation des formations sont proposées, ainsi que des locaux spécifiques dédiés au centre de formation, notamment celle qui a permis son agrandissement et sa modernisation, tout en contribuant à l’enrichissement et à l’optimisation des espaces en améliorant: les structures sportives et artistiques d'une part et les salles d’examens d’autre part. En 2001, le lycée des métiers pour les filières industrielles, technologiques et professionnelles en formation initiale ou par alternance a été labellisé. L'offre de formation est organisée dans les domaines de l'électrotechnique, de la maintenance industrielle, de la mécanique et de l’électronique, du niveau V au niveau III (bac + 2) et permet aux jeunes, quels que soient leur niveau et leur parcours antérieur, de se qualifier professionnellement en proposant des parcours de formation différenciés. La célébration du tricentenaire de l'école des Frères des écoles chrétiennes fondée par Jean-Baptiste de La Salle à Saint-Denis eut lieu en 2008. Aujourd'hui, l'ensemble scolaire La-Salle-Saint-Denis accueille environ 2 400 élèves (de la primaire aux classes de techniciens supérieurs) dont près de 140 jeunes et adultes en formation par alternance.